# Зунор
Зунор — село в муниципальном районе «Могойтуйский район» Агинского Бурятского округа Забайкальского края России. Входит в состав сельского поселения «Нуринск».

## География
Расположено в 12 км от с. Нуринск.

## История
Село образовано в 1951 году.
В 1966 г. Указом Президиума ВС РСФСР поселок 2-го отделения молочнотоварной фермы переименован в Зунор.

## Население
| 2002 | 2010 | 2021 |
| ---- | ---- | ---- |
| 107  | ↘50  | ↘30  |

## Инфраструктура
Экономика
Основа экономики — сельское хозяйство. Действовала со времён СССР молочнотоварная ферма.

## Транспорт
Просёлочная дорога.